# عبد الرحمان بن حمادي
عبد الرحمن بن حمادي ولد في 3 يوليو 1985 هو جودوكا جزائري كان يقاتل في فئة 90 كلغ منذ عام 2014 وكان يقاتل في فئة أقل من 81 كلغ.
كان بطلاً في بطولة العالم في عام 2005 في القاهرة بمصر. فاز بثلاث بطولات أفريقية والعديد من الميداليات الأفريقية. في عام 2011، فاز بن حمادي في الألعاب الإفريقية في مابوتو لأقل من 81kg والبطولات الأفريقية في عام 2015 وعام 2016. وفاز ببطولة أفريقيا المفتوحة في الدار البيضاء في عام 2016.

## إحصائيات
| بطولة العالم  | بطولة العالم                  | بطولة العالم | بطولة العالم |
| السنة         | المكان                        | الميدالية    | الفئة        |
| ------------- | ----------------------------- | ------------ | ------------ |
| 2005          | القاهرة ( مصر)                | فضية         | –81 kg       |
| العاب افريقيا |                               |              |              |
| السنة         | المكان                        | الميدالية    | الفئة        |
| 2007          | الجزائر ( الجزائر)            | فضية         | –81 kg       |
| 2011          | مابوتو ( موزمبيق)             | ذهبية        | –81 kg       |
| 2015          | برازافيل ( جمهورية الكونغو)   | ذهبية        | –90 kg       |
| بطولة افريقيا |                               |              |              |
| السنة         | المكان                        | الميدالية    | الفئة        |
| 2005          | بورت إليزابيث ( جنوب إفريقيا) | برونزية      | –81 kg       |
| 2006          | بورت لويس ( موريشيوس)         | برونزية      | –81 kg       |
| 2008          | أغادير ( المغرب)              | برونزية      | –81 kg       |
| 2011          | داكار ( السنغال)              | ذهبية        | –81 kg       |
| 2012          | أغادير ( المغرب)              | فضية         | –81 kg       |
| 2014          | بورت لويس ( موريشيوس)         | فضية         | –90 kg       |
| 2015          | ليبرفيل ( الغابون)            | ذهبية        | –90 kg       |
| 2016          | تونس ( تونس)                  | ذهبية        | –90 kg       |
| 2017          | أنتاناناريفو ( مدغشقر)        | برونزية      | –90 kg       |
| 2018          | تونس ( تونس)                  | ذهبية        | –90 kg       |

## روابط خارجية
- عبد الرحمان بن حمادي على موقع الفيدرالية الدولية للجودو (الإنجليزية)
- عبد الرحمان بن حمادي على موقع JudoInside.com (الإنجليزية)
- عبد الرحمان بن حمادي على موقع AllJudo.net (الفرنسية)
- عبد الرحمان بن حمادي على موقع اللجنة الأولمبية الدولية (الإنجليزية)
- عبد الرحمان بن حمادي على موقع أوليمبيديا (الإنجليزية)